# Kanton Saint-Louis-2
Kanton Saint-Louis-2 (francouzsky Canton de Saint-Louis-2) je francouzský kanton v departementu Réunion v regionu Réunion. Tvoří ho část města Saint-Louis a obce Entre-Deux a Cilaos.